# Astronomia pozagalaktyczna
Astronomia pozagalaktyczna – dział astronomii badający ciała spoza Drogi Mlecznej.
Astronomia pozagalaktyczna narodziła się w latach dwudziestych  XX w. Wcześniej astronomowie nie zdawali sobie sprawy z tego, że część obserwowanych na niebie mgławic to rzeczywiście mgławice gazowe należące do Galaktyki, natomiast część to bardzo odległe galaktyki. Argumenty za istnieniem dalekich galaktyk pojawiały się stopniowo i jeszcze w 1920 r. (Wielka Debata między Shapleyem a Curtisem) nie było to oczywiste. Decydujące rozstrzygnięcie przyszło w wyniku obserwacji. W roku 1923 Edwin Hubble wykonał obserwacje Galaktyki Andromedy, zaobserwował w niej pojedyncze gwiazdy typu cefeid i to pozwoliło mu na wyznaczenie odległości do tej galaktyki. Odległość ta wielokrotnie przekraczała rozmiary Drogi Mlecznej.
Przedmiotem badań astronomii pozagalaktycznej są galaktyki, poczynając od najbliższych Ziemi galaktyk karłowatych, będących satelitami Galaktyki, poprzez te wchodzące w skład Grupy Lokalnej, aż do najdalszych znanych galaktyk, położonych w odległościach porównywalnych z rozmiarami obserwowanego Wszechświata (przesunięcie ku czerwieni ponad 6), oraz ośrodek międzygalaktyczny. W szczególności badania dotyczą budowy galaktyk, ich grupowania się w grupy i gromady oraz struktury wyższego rzędu (jak supergromady czy włókna). W tym ostatnim aspekcie astronomia pozagalaktyczna zbliża się do kosmologii, z tym, że tradycyjnie ta pierwsza jest bardziej nastawiona na badanie konkretnych obiektów, a kosmologia na badanie wielkoskalowej struktury Wszechświata. Ze szczególną uwagą badane są galaktyki aktywne takie jak kwazary czy radiogalaktyki. W zakres zainteresowań astronomii pozagalaktycznej wchodzą też nie tylko całe galaktyki, ale i pojedyncze gwiazdy, jeśli są dostatecznie jasne, aby je można było obserwować z wielkich odległości. Do takich obiektów należą rozbłyski gamma czy supernowe.
Na obserwacje planet poza Galaktyką mógłby pozwolić dopiero teleskop o średnicy wielu kilometrów. ESO podaje hipotetyczną średnicę 1 km, ale można spotkać się z czysto fantastycznymi wizjami teleskopów o średnicy nawet tysięcy kilometrów.